# Nymphon soyoi
Nymphon soyoi is een zeespin uit de familie Nymphonidae. De soort behoort tot het geslacht Nymphon. Nymphon soyoi werd in 1955 voor het eerst wetenschappelijk beschreven door Utinomi. 